# Ремезов Семен Ульянович

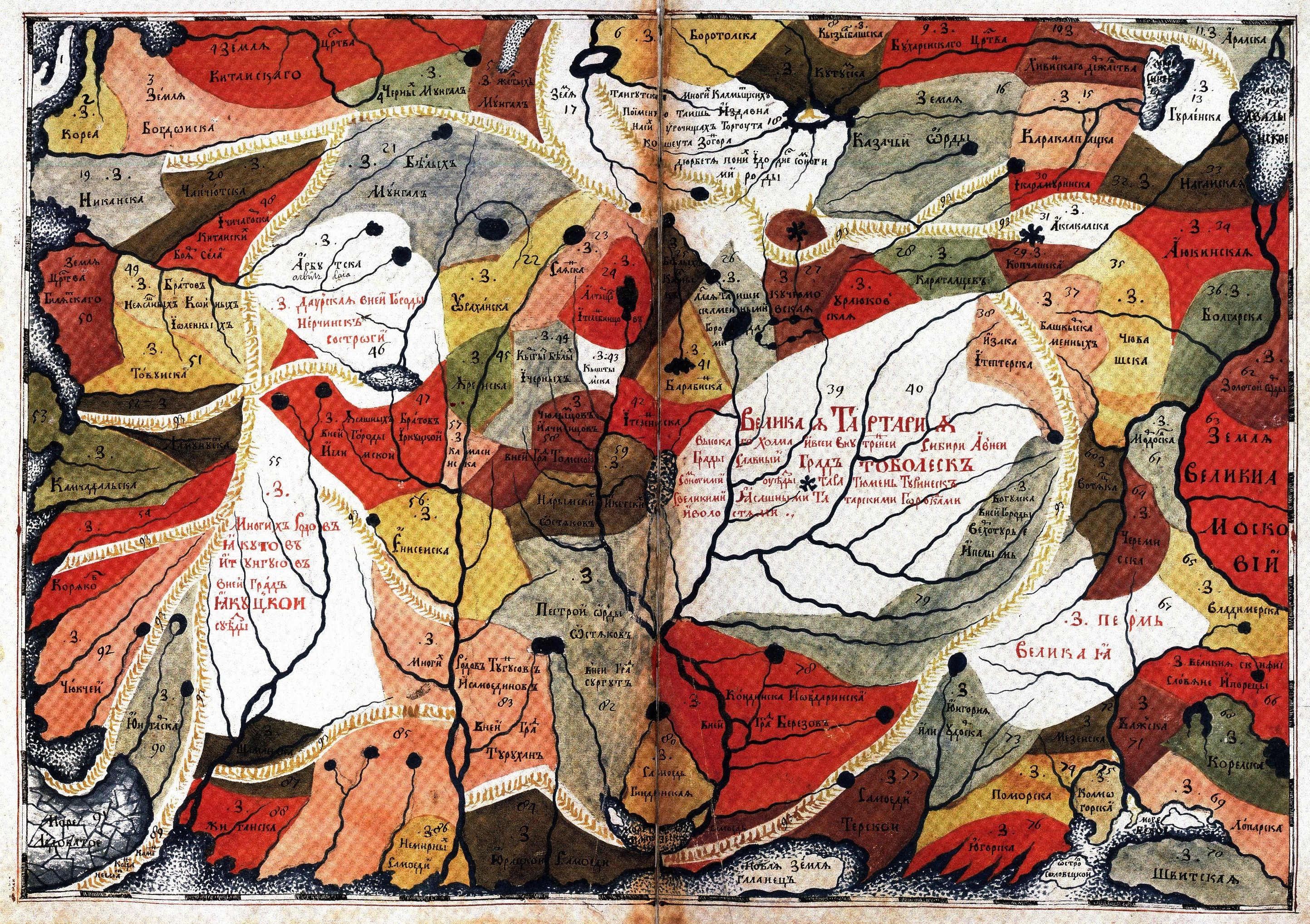
Ремезов С. Мапа розташування земель всього Сибіру, Тобольська та всіх інших міст, 1701 р. На мапі праворуч, найменування московської країни: «Велика Московія».

Реме́зов Семе́н Улья́нович (*1642, Тобольськ, Московське царство — †1720) — московський картограф, географ та історик, дослідник Сибіру.
Склав плани та описи Тобольська та Тобольського повіту (1683—1710), разом з синами створив «Історію Сибіру» (Ремезовський літопис, Тобольський літопис, короткий Сибірський літопис, Кунгурський літопис). Головна праця — рукописна «Нарисна книга Сибіру» (1699—1701), яка являла собою перший російський географічний атлас. Складалась вона з 23 мап великого формату, відрізнялась деталізованим зображенням. Перше видання в 1882, факсимільне видання — 1958 року.